# Morganucodonta
Morganucodonta — це вимерлий ряд базальних Mammaliaformes. Їх останки були знайдені в Південній Африці, Західній Європі, Північній Америці, Індії та Китаї. Морганукодонтани, ймовірно, були комахоїдними та вели нічний спосіб життя, хоча, як і евтриконодонти, деякі види досягали великих розмірів і були м'ясоїдними. Вважається, що нічний спосіб життя розвинувся у найдавніших ссавців у тріасовому періоді (називається нічним вузьким місцем) як спеціалізація, яка дозволяла їм використовувати безпечнішу нічну нішу, тоді як більшість великих хижаків, ймовірно, були активними вдень (хоча деякі динозаври, наприклад, також вели нічний спосіб життя).